# Ciruelas
Ciruelas is een gemeente in de Spaanse provincie Guadalajara in de regio Castilië-La Mancha met een oppervlakte van 22 km². Ciruelas telt 97 inwoners (1 januari 2016).

## Demografische ontwikkeling
Bron: INE, 1857-2011: volkstellingen
Abánades · Ablanque · Adobes · Alaminos · Alarilla · Albalate de Zorita · Albares · Albendiego · Alcocer · Alcolea de las Peñas · Alcolea del Pinar · Alcoroches · Aldeanueva de Guadalajara · Algar de Mesa · Algora · Alhóndiga · Alique · Almadrones · Almoguera · Almonacid de Zorita · Alocén · Alovera · Alustante · Angón · Anguita · Anquela del Ducado · Anquela del Pedregal · Aranzueque · Arbancón · Arbeteta · Argecilla · Armallones · Armuña de Tajuña · Arroyo de las Fraguas · Atanzón · Atienza · Auñón · Azuqueca de Henares · Baides · Baños de Tajo · Bañuelos · Barriopedro · Berninches · Brihuega · Budia · Bujalaro · Bustares · Cabanillas del Campo · Campillo de Dueñas · Campillo de Ranas · Campisábalos · Cañizar · Canredondo · Cantalojas · Casa de Uceda · Casas de San Galindo · Caspueñas · Castejón de Henares · Castellar de la Muela · Castilforte · Castilnuevo · Cendejas de Enmedio · Cendejas de la Torre · Centenera · Checa · Chequilla · Chillarón del Rey · Chiloeches · Cifuentes · Cincovillas · Ciruelas · Ciruelos del Pinar · Cobeta · Cogollor · Cogolludo · Condemios de Abajo · Condemios de Arriba · Congostrina · Copernal · Corduente · Driebes · Durón · El Cardoso de la Sierra · El Casar · El Cubillo de Uceda · El Olivar · El Ordial · El Pedregal · El Pobo de Dueñas · El Recuenco · El Sotillo · Embid · Escamilla · Escariche · Escopete · Espinosa de Henares · Esplegares · Establés · Estriégana · Fontanar · Fuembellida · Fuencemillán · Fuentelahiguera de Albatages · Fuentelencina · Fuentelsaz · Fuentelviejo · Fuentenovilla · Gajanejos · Galápagos · Galve de Sorbe · Gascueña de Bornova · Guadalajara · Henche · Heras de Ayuso · Herrería · Hiendelaencina · Hijes · Hita · Hombrados · Hontoba · Horche · Hortezuela de Océn · Huérmeces del Cerro · Huertahernando · Hueva · Humanes · Illana · Iniéstola · Irueste · Jadraque · Jirueque · La Bodera · La Huerce · La Mierla · La Miñosa · La Olmeda de Jadraque · La Toba · La Yunta · Las Inviernas · Las Navas de Jadraque · Ledanca · Loranca de Tajuña · Lupiana · Luzaga · Luzón · Majaelrayo · Málaga del Fresno · Malaguilla · Mandayona · Mantiel · Maranchón · Marchamalo · Masegoso de Tajuña · Matarrubia · Matillas · Mazarete · Mazuecos · Medranda · Megina · Membrillera · Miedes de Atienza · Millana · Milmarcos · Mirabueno · Miralrío · Mochales · Mohernando · Molina de Aragón · Monasterio · Mondéjar · Montarrón · Moratilla de los Meleros · Morenilla · Muduex · Negredo · Ocentejo · Olmeda de Cobeta · Orea · Pálmaces de Jadraque · Pardos · Paredes de Sigüenza · Pareja · Pastrana · Peñalén · Peñalver · Peralejos de las Truchas · Peralveche · Pinilla de Jadraque · Pinilla de Molina · Pioz · Piqueras · Poveda de la Sierra · Pozo de Almoguera · Pozo de Guadalajara · Prádena de Atienza · Prados Redondos · Puebla de Beleña · Puebla de Valles · Quer · Rebollosa de Jadraque · Renera · Retiendas · Riba de Saelices · Rillo de Gallo · Riofrío del Llano · Robledillo de Mohernando · Robledo de Corpes · Romanillos de Atienza · Romanones · Rueda de la Sierra · Sacecorbo · Sacedón · Saelices de la Sal · Salmerón · San Andrés del Congosto · San Andrés del Rey · Santiuste · Saúca · Sayatón · Selas · Semillas · Setiles · Sienes · Sigüenza · Solanillos del Extremo · Somolinos · Sotodosos · Tamajón · Taragudo · Taravilla · Tartanedo · Tendilla · Terzaga · Tierzo · Tordellego · Tordelrábano · Tordesilos · Torija · Torre del Burgo · Torrecuadrada de Molina · Torrecuadradilla · Torrejón del Rey · Torremocha de Jadraque · Torremocha del Campo · Torremocha del Pinar · Torremochuela · Torrubia · Tórtola de Henares · Tortuera · Tortuero · Traíd · Trijueque · Trillo · Uceda · Ujados · Utande · Valdarachas · Valdearenas · Valdeavellano · Valdeaveruelo · Valdeconcha · Valdegrudas · Valdelcubo · Valdenuño Fernández · Valdepeñas de la Sierra · Valderrebollo · Valdesotos · Valfermoso de Tajuña · Valhermoso · Valtablado del Río · Valverde de los Arroyos · Viana de Jadraque · Villanueva de Alcorón · Villanueva de Argecilla · Villanueva de la Torre · Villares de Jadraque · Villaseca de Henares · Villaseca de Uceda · Villel de Mesa · Viñuelas · Yebes · Yebra · Yélamos de Abajo · Yélamos de Arriba · Yunquera de Henares · Zaorejas · Zarzuela de Jadraque · Zorita de los Canes